# مجاعة البنغال 1770
لقد كانت مجاعة البنغال 1770 (البنغالية: ৭৬-এর মন্বন্তর, Chhiattōrer monnōntór، الأدب مجاعة عام 76) مجاعة كارثية وقعت بين عامي 1769 و1773 (1176 إلى 1180 في التقويم البنغالي) أثرت على سهل نهر الجانج في الهند. ومن المقدر أن هذه المجاعة قد تسببت في وفاة 10 ملايين شخص (واحد من كل ثلاثة، مما أدى إلى تقليل عدد السكان إلى ثلاثين مليون في البنغال، بما يشتمل على بيهار وأجزاء من أوريسا). والأسماء البنغالية مشتقة من أصلها في التقويم البنغالي لعام 1176. ("Chhiattōr"- "76"; "mormōntór"- «المجاعة» البنغالية).

## الخلفية
وقعت المجاعة في المنطقة التي أطلق عليها اسم البنغال، التي كانت خاضعة في تلك الفترة لحكم شركة الهند الشرقية البريطانية. وكانت هذه المنطقة تتضمن غرب البنغال وبنغلاديش وأجزاء من أسام وأوريسا وبيهار وجهارخاند الحالية. وقد كانت من قبل منطقة تابعة لـ الإمبراطورية المغولية من القرن السادس عشر وكانت تخضع لحكم نواب أو محافظ. في بدايات القرن الثامن عشر، ومع بداية انهيار إمبراطورية المغول، أصبح النواب مستقلين بشكل كبير عن حكم المغول. بعد حملات ماراثا في البنغال، أصبحوا أحد فروع إمبراطورية ماراثا في بيون.
وفي القرن السابع عشر، تم إعطاء شركة الهند الشرقية البريطانية في ذلك الوقت منحة عبارة عن مدينة كلكتا من خلال الأمير المغولي شاه شوجا. في هذا الوقت، كانت الشركة بمثابة رافد آخر فعال للمغول. وخلال القرن التالي، حصلت الشركة على حقوق التجارة الحصرية في الإقليم وأصبحت السلطة المسيطرة في البنغال. وفي عام 1757، وفي معركة بلاسي، هزم البريطانيون النائب حينها سراج الدولة ونهبوا الخزينة البنغالية. وفي عام 1764، تمت إعادة تأكيد سيطرتهم العسكرية في بوكسار. وقد أدت الاتفاقية التي تم توقيعها بناءً على ذلك إلى حصولهم على الديواني، أي حقوق الضرائب، وبالتالي، أصبحت الشركة هي الحاكم الفعلي للبنغال.

## المجاعة
كانت المناطق التي حدثت فيها المجاعة بشكل خاص تتضمن الولايات الهندية الحديثة التالية وهي بيهار والبنغال الغربية، إلا أن المجاعة امتدت كذلك لتشمل أوريسا وجهارخاند بالإضافة إلى بنغلاديش المعاصرة. ومن بين أسوأ المناطق المتأثرة كانت بيربهوم ومرشد أباد في البنغال، وترهوت وتشامباران وبتياه في بيهار.
وقد حدث انخفاض جزئي في المحاصيل، وهو أمر معتاد، في عام 1768، تبعته في أواخر عام 1769 أحوال أكثر صعوبة. وبحلول سبتمبر من عام 1769، حدث جفاف حاد، وكانت التقارير التحذيرية ترد بالاستغاثات من المناطق الريفية. إلا أن مسؤولي الشركة، رغم ذلك، كانوا يتجاهلونها.
وبحلول بدايات عام 1770، حدثت مجاعة، وبحلول منتصف عام 1770، كانت الوفيات بسبب المجاعة تحدث على نطاق واسع. وفي وقت لاحق من عام 1770، أدى هطول المطر بشكل جيد إلى حصد محصول كافٍ وخفت حدة المجاعة. ومع ذلك، حدثت حالات عجز أخرى في السنوات التالية، مما زاد من حدة حالات الوفيات. يقدر أن عشرة ملايين نسمة،  وهو تقريبًا ثلث سكان المنطقة المتأثرة، قد ماتوا بسبب تلك المجاعة.
وبسبب تلك المجاعة، هجر السكان مساحات شاسعة وعادوا إلى الغابات لعشرات السنين، حيث هجر الناجون في شكل جماعات بحثًا عن الطعام. وقد تم هجر العديد من الأراضي المزروعة، فالكثير من سكان بربهوم، على سبيل المثال، عادوا إلى الغابات وتعذر عليهم العودة لعقود تالية. ومنذ عام 1772، أصبحت عصابات الخارجين على القانون والمجرمين من العلامات المميزة للبنغال، ولم تتم السيطرة عليهم إلا من خلال الإجراءات العقابية التي تم إصدارها في الثمانينيات من القرن الثامن عشر.

## مسئوليات شركة الهند الشرقية
وقعت المجاعة بسبب سياسات شركة الهند الشرقية البريطانية في البنغال.
وبصفتها شركة تجارية، كان أول أهداف الشركة هو تعظيم أرباحها، ومن خلال حقوق جباية الضرائب، كانت الأرباح التي يتم الحصول عليها من البنغال تأتي من ضرائب الأراضي بالإضافة إلى التعريفات التجارية. بعد السيطرة على الأراضي، تمت مضاعفة ضرائب الأراضي إلى خمسة أضعاف ما كانت عليه، من 10% إلى ما يصل إلى 50% من قيمة الإنتاج الزراعي. وفي أول أعوام حكم شركة الهند الشرقية البريطانية، تمت مضاعفة إجمالي الدخل من الضرائب ومعظم هذه العائدات خرجت من الدولة. ومع اقتراب المجاعة من ذروتها في أبريل عام 1770، أعلنت الشركة أن ضرائب الأراضي في العام القادم ستتم زيادتها بنسبة 10% إضافية.
كتبت ساشيل شاودهوري (Sushil Chaudhury) أن تدمير المحاصيل الزراعية الجيدة في البنغال من أجل زراعة خشخاش الأفيون من أجل تصديره قد قلل من إتاحة الطعام وساهم في حدوث المجاعة. كما أنه تم توجيه النقد إلى الشركة لأنها أمرت المزارعين بزراعة صبغة اللون الأزرق بدلاً من الأرز، بالإضافة إلى حظر «تخزين» الأرز. وقد منع ذلك على التجار والموزعين تخزين الاحتياطيات التي كان من الممكن أن توفر الدعم للسكان على مدار الفترات العجاف.
وبحلول وقت المجاعة، كان الاحتكار قد وجد طريقه في تجارة الحبوب من خلال الشركة ووكلائها. ولم توفر الشركة أي خطط من أجل التعامل مع نقص الحبوب، وكانت الإجراءات لا تتخذ إلا بقدر ما تؤثر على التجارة والفئات التجارية. وقد انخفضت عائدات الأراضي بنسبة 14% أثناء العام المشار إليه، إلا أنها استعادت عافيتها بشكل سريع. وبحسب ماكلين (McLane)، فإن أول حاكم عام لـ الهند البريطانية، وهو وارين هاستينجس (Warren Hastings)، قد اعترف أنه تمت جباية الضرائب بالعنف بعد عام 1771: حيث كانت العائدات التي جمعتها الشركة في عام 1771 أكثر من تلك التي جمعتها في عام 1768. وعلى الصعيد العالمي، زادت أرباح الشركة من خمسة عشر مليون روبية في عام 1765 إلى ثلاثين مليون في عام 1777.[بحاجة لمصدر] وعلى الرغم من ذلك، استمرت في المعاناةمن الجانب المادي، وفرضت على البرلمان تمرير قانون الشاي في عام 1773 لرفع رسوم الاستيراد على الشاي المشحون إلى المستعمرات الأمريكية، والذي أدى في النهاية إلى حرب الاستقلال الأمريكية في أبريل من عام 1775.[بحاجة لمصدر]تقريبا